# Don't Look Back (The Temptations)
Don't Look Back is een nummer waarvan het origineel van de Amerikaanse soul- en R&B-groep The Temptations is. Alhoewel het liedje niet als A-kant van een single werd uitgebracht, verscheen het wel degelijk op een single, maar dan als B-kant. Don't Look Back fungeerde als dit voor de single My Baby, een nummer 13-hit in het thuisland van The Temtpations, de Verenigde Staten. Net als de A-kant was Don't Look Back afkomstig van het album The Temptin' Temptations, dat de nummer 11-notering op de poplijst voor albums in de VS wist te bereiken en de top van de R&B-lijst in hetzelfde land.

## Achtergrond
Het onderwerp van Don't Look Back is dat het de moeite waard is om de gebroken harten en mislukte relaties te doorstaan in de zoektocht naar ware liefde, omdat ware liefde uiteindelijk hetgeen is waar het om gaat. Dit onderwerp wordt beschreven door een van de oprichters van de groep, Paul Williams. Hiermee is Don't Look Back een van de weinige nummers van The Temptations waarop Paul Williams als enige leadzanger te horen is na de komst van David Ruffin. Voor de komst van Ruffin was Paul Williams samen met Eddie Kendricks de leadzanger van de groep, maar omdat My Girl, een nummer waarop Ruffin lead zong, een succes werd, zou Ruffin uiteindelijk tot zijn vertrek de leadzanger van The Temptations worden.
Net als vele nummers uit het begin van de carrière van The Temptations werd Don't Look Back geschreven door een andere Motown artiest, Smokey Robinson. Voor Don't Look Back schreef hij ook hits als Since I Lost My Baby, The Way You Do the Things You Do en My Girl voor de groep. De laatstgenoemde schreef hij samen met een lid uit zijn groep The Miracles, Ronnie White. Het was ook samen met hem met wie hij Don't Look Back schreef. Niet alleen schreef Robinson aan het nummer, hij was ook degene die het nummer produceerde.
The Temptations gebruikte, voor het uitbrengen van het nummer (I Know) I'm Losing You, Don't Look Back vaak als toepasselijke afsluiting van hun optredens. Later zou Don't Look Back vervangen worden in deze rol door (I Know) I'm Losing You, met nummer 8-notering op de poplijst een veel grotere hit voor The Temptations.
Ondanks dat Don't Look Back als B-kant van een single gebruikt werd, wist het zelf ook de hitlijsten te bereiken. Hiermee was het, samen met You've Got to Earn It, I Truly, Truly Believe en The Girl's Alright With Me, een van de weinige nummers van The Temptations die dat wist te bereiken. Met een nummer 83-notering op de poplijst en een, voor de groep verrassende, nummer 15-notering op de R&B-lijst was Don't Look Back de meest succesvolle B-kant van The Temptations ooit.

## Bezetting
- Lead: Paul Williams
- Achtergrond: Eddie Kendricks, David Ruffin, Melvin Franklin en Otis Williams
- Instrumentatie: The Funk Brothers
- Schrijvers: Smokey Robinson & Ronnie White
- Productie: Smokey Robinson

### Versie Peter Tosh en Mick Jagger
Don't Look Back werd later onder andere gecoverd door Peter Tosh in samenwerking met Mick Jagger. Hun versie heet overigens (You Gotta Walk) Don't Look Back, of op sommige uitgaven (You Got to Walk and) Don't Look Back. De samenwerking tussen Tosh en Jagger bleek succesvol te zijn, want (You Gotta Walk) Don't Look Back werd in 1979 een nummer 1-hit in Nederland.

### Hitnoteringen

#### Nederlandse Top 40
| Hitnotering: 06-01-1979 t/m 07-04-1979 | Hitnotering: 06-01-1979 t/m 07-04-1979 | Hitnotering: 06-01-1979 t/m 07-04-1979 | Hitnotering: 06-01-1979 t/m 07-04-1979 | Hitnotering: 06-01-1979 t/m 07-04-1979 | Hitnotering: 06-01-1979 t/m 07-04-1979 | Hitnotering: 06-01-1979 t/m 07-04-1979 | Hitnotering: 06-01-1979 t/m 07-04-1979 | Hitnotering: 06-01-1979 t/m 07-04-1979 | Hitnotering: 06-01-1979 t/m 07-04-1979 | Hitnotering: 06-01-1979 t/m 07-04-1979 | Hitnotering: 06-01-1979 t/m 07-04-1979 | Hitnotering: 06-01-1979 t/m 07-04-1979 | Hitnotering: 06-01-1979 t/m 07-04-1979 | Hitnotering: 06-01-1979 t/m 07-04-1979 | Hitnotering: 06-01-1979 t/m 07-04-1979 |
| Week                                   | 1                                      | 2                                      | 3                                      | 4                                      | 5                                      | 6                                      | 7                                      | 8                                      | 9                                      | 10                                     | 11                                     | 12                                     | 13                                     | 14                                     |                                        |
| -------------------------------------- | -------------------------------------- | -------------------------------------- | -------------------------------------- | -------------------------------------- | -------------------------------------- | -------------------------------------- | -------------------------------------- | -------------------------------------- | -------------------------------------- | -------------------------------------- | -------------------------------------- | -------------------------------------- | -------------------------------------- | -------------------------------------- | -------------------------------------- |
| Nummer                                 | 27                                     | 14                                     | 8                                      | 6                                      | 4                                      | 1                                      | 1                                      | 1                                      | 6                                      | 6                                      | 10                                     | 18                                     | 31                                     | 40                                     | uit                                    |

#### Nationale Hitparade
| Hitnotering: 30-12-1978 t/m 14-04-1979 | Hitnotering: 30-12-1978 t/m 14-04-1979 | Hitnotering: 30-12-1978 t/m 14-04-1979 | Hitnotering: 30-12-1978 t/m 14-04-1979 | Hitnotering: 30-12-1978 t/m 14-04-1979 | Hitnotering: 30-12-1978 t/m 14-04-1979 | Hitnotering: 30-12-1978 t/m 14-04-1979 | Hitnotering: 30-12-1978 t/m 14-04-1979 | Hitnotering: 30-12-1978 t/m 14-04-1979 | Hitnotering: 30-12-1978 t/m 14-04-1979 | Hitnotering: 30-12-1978 t/m 14-04-1979 | Hitnotering: 30-12-1978 t/m 14-04-1979 | Hitnotering: 30-12-1978 t/m 14-04-1979 | Hitnotering: 30-12-1978 t/m 14-04-1979 | Hitnotering: 30-12-1978 t/m 14-04-1979 | Hitnotering: 30-12-1978 t/m 14-04-1979 | Hitnotering: 30-12-1978 t/m 14-04-1979 | Hitnotering: 30-12-1978 t/m 14-04-1979 |
| Week                                   | 1                                      | 2                                      | 3                                      | 4                                      | 5                                      | 6                                      | 7                                      | 8                                      | 9                                      | 10                                     | 11                                     | 12                                     | 13                                     | 14                                     | 15                                     | 16                                     |                                        |
| -------------------------------------- | -------------------------------------- | -------------------------------------- | -------------------------------------- | -------------------------------------- | -------------------------------------- | -------------------------------------- | -------------------------------------- | -------------------------------------- | -------------------------------------- | -------------------------------------- | -------------------------------------- | -------------------------------------- | -------------------------------------- | -------------------------------------- | -------------------------------------- | -------------------------------------- | -------------------------------------- |
| Nummer                                 | 35                                     | 22                                     | 21                                     | 8                                      | 3                                      | 3                                      | 4                                      | 3                                      | 1                                      | 3                                      | 4                                      | 7                                      | 14                                     | 27                                     | 31                                     | 48                                     | uit                                    |

#### NPO Radio 2 Top 2000
| Nummer met noteringen in de NPO Radio 2 Top 2000 | '00  | '01  | '02  | '03  | '04  | '05  | '06  | '07 | '08  | '09  | '10-'11 | '12  |
| ------------------------------------------------ | ---- | ---- | ---- | ---- | ---- | ---- | ---- | --- | ---- | ---- | ------- | ---- |
| Don't Look Back (Peter Tosh & Mick Jagger)       | 1487 | 1809 | 1800 | 1929 | 1800 | 1750 | 1785 | -   | 1933 | 1997 | -       | 1240 |

1. ↑  Een '-' betekent dat het nummer niet was genoteerd en een vetgedrukt getal geeft de hoogste notering aan.
2. ↑  2000 was het eerste jaar met een notering voor dit nummer.
3. ↑  Deze tabel is bijgewerkt tot en met de laatste editie (2024).